# Гайгер, Ганс-Иоахим
Ганс-Иоахим Георг Гайгер (нем. Hans-Joachim Georg Geiger; 7 февраля 1913, Либенштайн, Германская империя — 17 января 1962, Кобург, ФРГ) — гауптштурмфюрер СС, врач в концлагерях Эбензе и Флоссенбюрг.

## Биография
Ганс-Иоахим Гайгер родился 7 февраля 1913 года в семье председателя окружного суда Кобурга Августа Гайгера. В 1916 году семья переехала в Кобург. После окончания школы изучал медицину в Мюнхене, Эрлангене, Вюрцбурге, Ростоке и Фрайбурге. В 1939 году окончил обучение, сдав государственный экзамен.
С мая 1932 по ноябрь 1933 года был членом гитлерюгенда и был награждён золотым значком. 1 мая 1933 года вступил в НСДАП (билет № 2534789). В 1935 году был зачислен в ряды Общих СС (№ 142033). 1 сентября 1939 года был призван в войска СС. С 29 ноября 1939 по 1 февраля 1940 года служил в частях усиления СС в санитарном эшелоне.
С 1 мая 1940 по 3 июня 1941 года служил в одном из штандартов СС, после чего 10 дней состоял в запасном санитарном батальоне СС в Ораниенбурге. С 16 по 30 июня 1941 года служил во 2-м врачебном отделе запасного артиллерийского полка СС, с 30 июня 1941 по 28 марта 1942 года в кавалерийском запасном дивизионе СС «Варшава», а с 28 марта 1942 по 1 сентября — в кавалерийской бригаде СС. 1 сентября 1942 года был зачислен в командный штаб рейхсфюрера СС. В составе батальона «Хегевинкель» участвовал в борьбе с партизанами и карательных операциях, в ходе которых уничтожались целые деревни. Из этого подразделения Гайгер в 1943 году перешел в 9-ю танковую дивизию СС «Гогенштауфен». В июле 1943 года демобилизовался. До сентября 1943 года находился в запасном медицинском батальоне СС «Штеттин».
Гайгер получил должность врача в лагере Эбензе, филиале концлагеря Маутхаузен, где оставался до конца мая 1944 года. В Эбензе он проводил селекцию больных заключенных и лично вводил им смертельные инъекции. Тем не менее Гайгер еженедельно сообщал, что «состояние здоровья узников удовлетворительное, а питание подаётся в достаточном количестве». Из Австрии Гайгер был откомандирован в концлагерь Нойенгамме, где участвовал в экспериментах по исследованию туберкулёза. Осенью 1944 года был переведён в концлагерь Флоссенбюрг, где работал в основном лагере и в филиалах лагеря Херсбрукк и Обертраублинг. В Херсбрукке косвенно участвовал в казнях, констатируя смерть заключенных.
После окончания войны ему было предъявлено обвинению на одном из последующих Маутхаузенских процессов. 4 марта 1948 года был приговорён к 20 годам заключения. 23 марта 1954 года был освобождён из Ландсбергской тюрьмы. После освобождения Гайгер нашел работу в государственной больнице Кобурга и начал писать диссертацию. Его докторская работа был принята в Мюнхене 1 декабря 1955 года. Гайгер поселился в Кобурге, где открыл медицинскую практику.